# Fretless

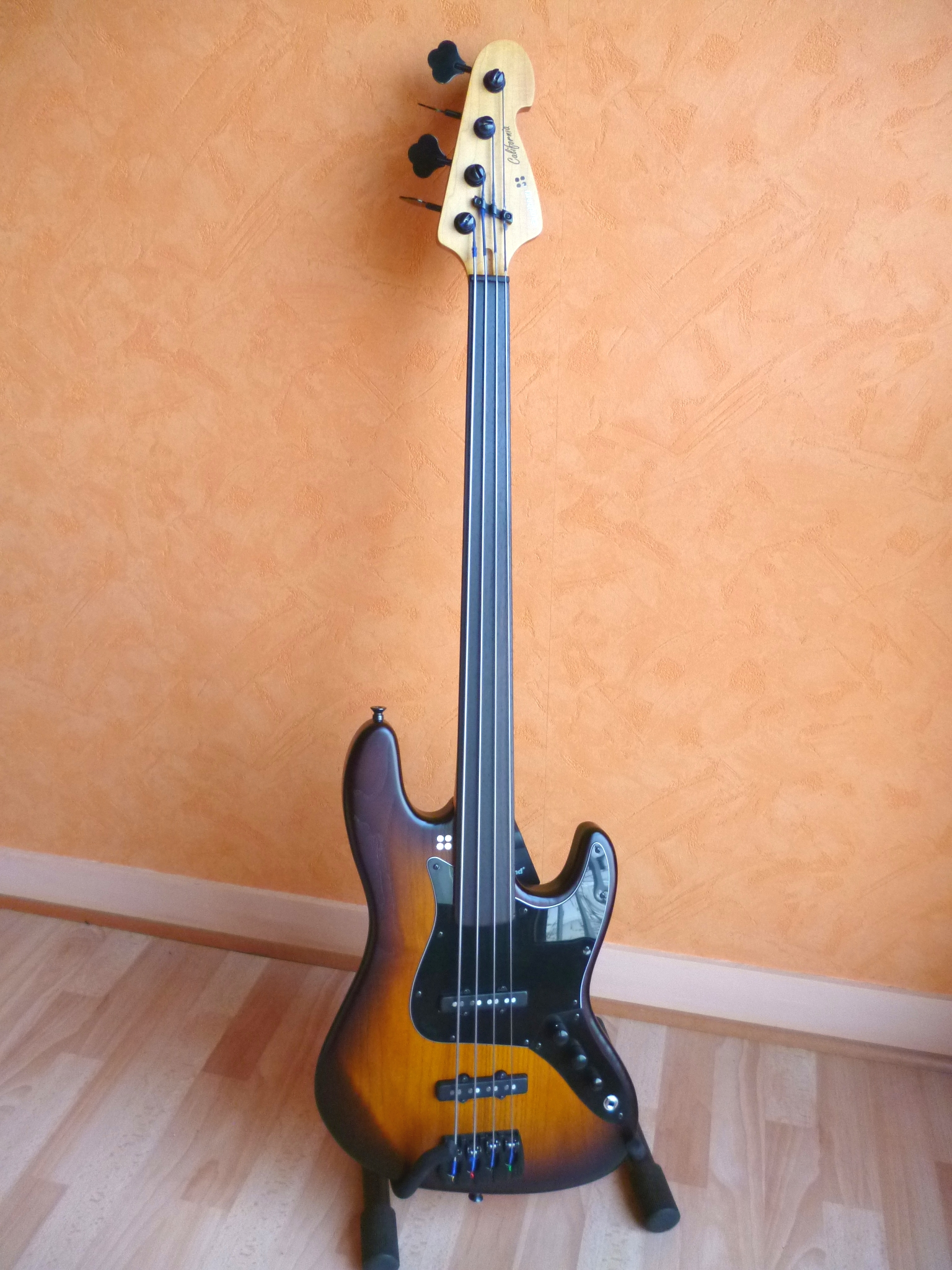
Baixo fretless.

Fretless refere-se a uma guitarra ou a um baixo em que não há trastes. O baixo fretless é muito popular no Jazz, Funk e R&B.

## Instrumentos fretless
Instrumentos fretless são basicamente versões modificadas de instrumentos fabricados originalmente com trastes, e estes podem ser removidos pelo propretário do instrumento ou por um luthier profissional. Os luthiers e as fábricas também fabricam esses instrumentos sem trastes no caso das fábricas são denominados como uma linha custom.
Baixos fretless são muito mais comuns do que guitarras do mesmo gênero.

## Utilizadores
Dentre os músicos que utilizam guitarras fretless estão Steve Vai (em apresentações ao vivo), Frank Zappa (em alguns álbuns e no começo e meio da década de 1970), John Frusciante (uma stratocaster fretless na gravação do álbum Blood Sugar Sex Magik do Red Hot Chili Peppers).
Dentre os baixistas que usam o instrumentos sem trastes estão Arthur Maia, Jaco Pastorius, John Paul Jones (do Led Zeppelin), John Deacon (do Queen), Roger Waters (do Pink Floyd) dentre outros.